# オロンテス川
オロンテス川（オロンテスがわ、Orontes）、またはアラビア語でアシ川（アースィー川、نهر العاصي  、Nahr al-ʿĀsī、Nahr al-Asi、ナハル・アル＝アースィー）、トルコ語でアシ川（アスィ川、Asi Nehri）は、レバノンに発し、シリアとトルコを流れる河川である。
古代オリエントでは主要な川の一つであり、ドラコ川 (Draco) 、ティフォン川 (Typhon) 、アクシオス川 (Axius) とも呼ばれた。アクシオスは地元の呼び名であり、これが後にアラビア語の「アシ」 (‘Asi) へと変化したとされる。「アシ」は「逆らう」の意であり、地中海から内陸方向に逆流しているように見えることがあるため「逆流する川」といわれるが、アラブ人はこの名の由来を、「流れの激しさ」や「メッカとは逆の方向へ流れるから」とも説明してきた。

## オロンテス川の流域

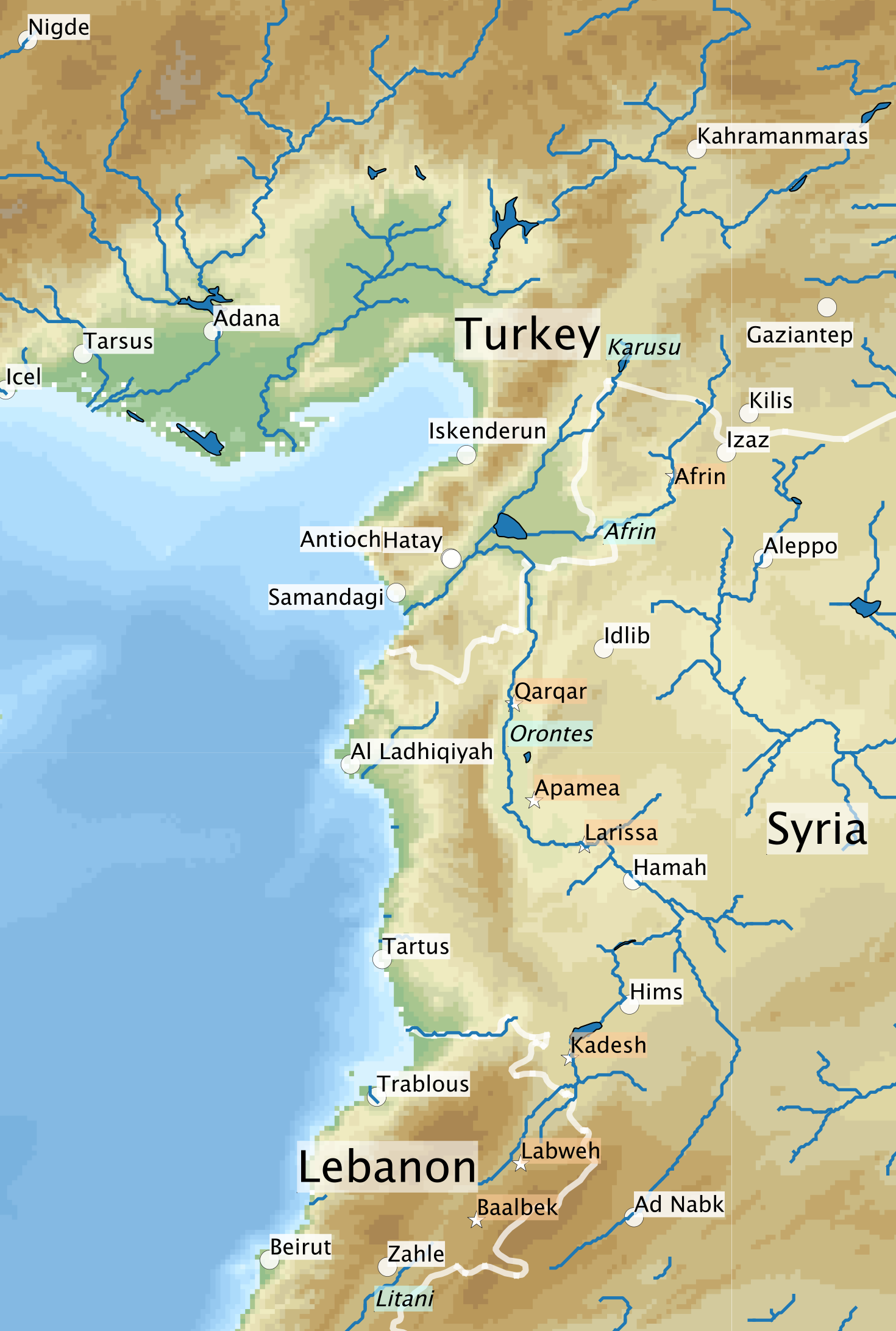
位置図

オロンテス川はレバノン山脈とアンチレバノン山脈の間にある谷間、ベッカー高原の東側にあるラブウェ (Labweh) の泉に発する。泉の近くには南へ流れるリタニ川の水源の泉もある。オロンテス川は北へ、地中海岸と並行して、落差600mの岩の多い渓谷を流れシリアに入る。渓谷を出たところがホムス西郊のダム湖・ホムス湖である。ホムスのダムは現存する世界最古のダムとされ、紀元前1300年頃に建設されたと推定されており、修繕を重ねて現在に至っている。川の西の山上には十字軍の要塞クラック・デ・シュヴァリエが建っている。
ホムスから先は、谷間は大きく広がり、ハマー付近の穀倉地帯に入る。その下流は広い牧草地で、古代都市アパメアとラリッサの遺跡がある。オロンテス川中流の広い谷間はジスル・アル＝ハディド (Jisr al-Hadid) の岩山で終わり、川は大きく西へ曲がりながらトルコ領のハタイ県に入り、アンタキヤ付近の平野を流れる。
トルコ領内で、アフリン川 (Afrin) とカラ・ス川 (Kara Su) という二つの大きな支流が北から注ぐ。かつてのアンティオキア湖（現在は人工の水路ナハル・アル＝コウシト 〈Nahr al-Kowsit〉で排水されている）の位置を過ぎ、現代のアンタキヤ（古代のアンティオキア）の町の北を周って南西方向の渓谷に入り、15kmほどの間に50m下るという急流を下って、小さな港町サマンダー（Samandağ、古代のセレウキア・ピエリア）の南で地中海に注いでいる。

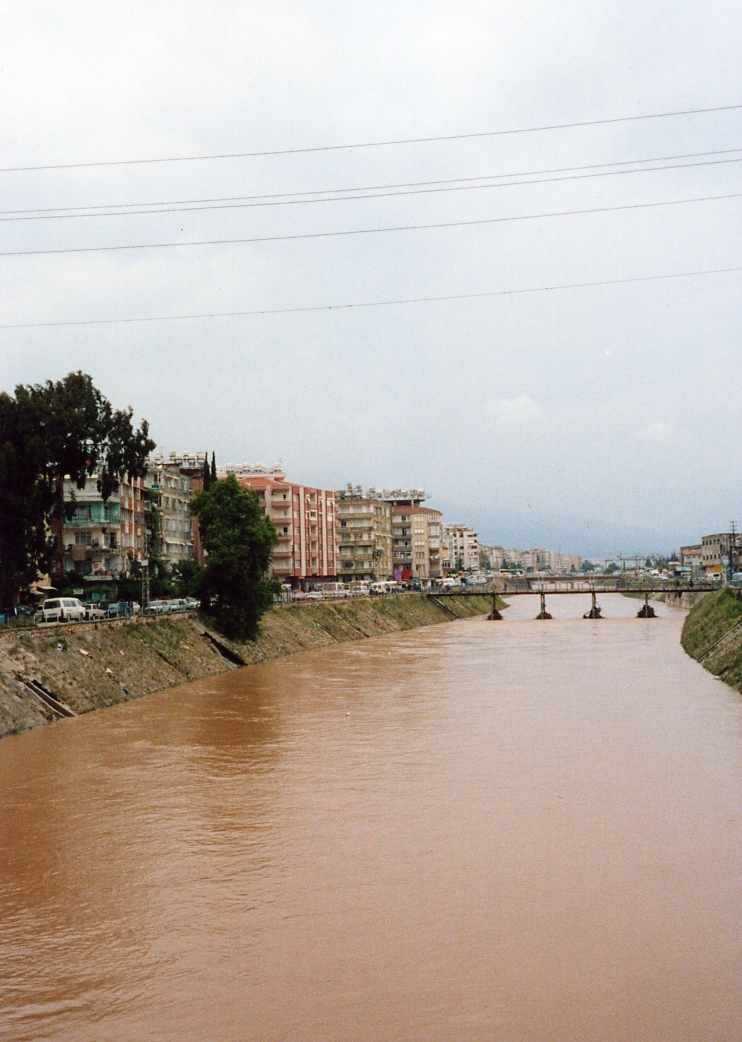
アンタキヤ付近を流れるアシ川（オロンテス川）

## 流域の歴史
オロンテス川は流れが急で船が航行できず、灌漑にもあまり使われない（ハマー付近では、川床が低く取水ができないため、古代よりノーリアと呼ばれる水汲み水車が使われ用水路に水をくみ上げていた）。
しかし「谷が南から北にまっすぐ走る」という地理条件が、オロンテス川流域を歴史的に重要な陸路としてきた。北のアナトリアからの街道と北東のアッシリアやアルメニアからの街道がアンティオキアで交わり、川に沿って古代のダムのあるホムスまで南へ走り、ここでダマスカス方面やエルサレム方面や西の地中海方面への街道と分かれる。オロンテス川に沿った南北の道は、ギリシャやペルシャから南のエジプトへ往復する道でもある。こうしたことから多くの交易都市が川沿いにできたほか、多くの戦いも起こってきた。紀元前1284年、ラムセス2世のエジプトとムワタリのヒッタイトはオロンテス川沿いの都市国家カデシュ付近で決戦を行った（カデシュの戦い）。アッシリアとシリア諸国の間に紀元前853年に起こったカルカルの戦いもこの川沿いで起きた。637年には正統カリフの治めるイスラム国家（イスラム帝国）対東ローマ帝国・アラブ人キリスト教徒連合軍との戦いがアンティオキア付近を渡る橋の近くで起こり、結果、東ローマはアンティオキアを明け渡した。
オロンテス川は自然の境界線にもなった。古代エジプトにとってはアムル人との北の境界線、フェニキアの東の境界線となった。12世紀、十字軍の建てたアンティオキア公国とムスリムのアレッポ政権との境界にもなった。